# Cheilopogon
Genre
Cheilopogon est un genre de poissons de la famille des poissons-volants (Exocoetidae).

## Liste d'espèces
Selon Catalogue of Life (26 octobre 2017) :
- Cheilopogon abei Parin, 1996
- Cheilopogon agoo (Temminck & Schlegel, 1846)
- Cheilopogon altipennis (Valenciennes, 1847)
- Cheilopogon arcticeps (Günther, 1866)
- Cheilopogon atrisignis (Jenkins, 1903)
- Cheilopogon cyanopterus (Valenciennes, 1847)
- Cheilopogon doederleinii (Steindachner, 1887)
- Cheilopogon dorsomacula (Fowler, 1944)
- Cheilopogon exsiliens (Linnaeus, 1771)
- Cheilopogon furcatus (Mitchill, 1815)
- Cheilopogon heterurus (Rafinesque, 1810)
- Cheilopogon hubbsi (Parin, 1961)
- Cheilopogon intermedius Parin, 1961
- Cheilopogon katoptron (Bleeker, 1865)
- Cheilopogon melanurus (Valenciennes, 1847)
- Cheilopogon milleri (Gibbs & Staiger, 1970)
- Cheilopogon nigricans (Bennett, 1840)
- Cheilopogon olgae Parin, 2009
- Cheilopogon papilio (Clark, 1936)
- Cheilopogon pinnatibarbatus (Bennett, 1831)
- Cheilopogon pitcairnensis (Nichols & Breder, 1935)
- Cheilopogon rapanouiensis Parin, 1961
- Cheilopogon spilonotopterus (Bleeker, 1865)
- Cheilopogon spilopterus (Valenciennes, 1847)
- Cheilopogon suttoni (Whitley & Colefax, 1938)
- Cheilopogon unicolor (Valenciennes, 1847)
- Cheilopogon ventralis (Nichols & Breder, 1935)
- Cheilopogon xenopterus (Gilbert, 1890)

Selon FishBase (26 octobre 2017) espèces et sous-espèces :
- Cheilopogon abei Parin, 1996
- Cheilopogon agoo (Temminck & Schlegel, 1846)
- Cheilopogon altipennis (Valenciennes, 1847)
- Cheilopogon arcticeps (Günther, 1866)
- Cheilopogon atrisignis (Jenkins, 1903)
- Cheilopogon cyanopterus (Valenciennes, 1847)
- Cheilopogon doederleinii (Steindachner, 1887)
- Cheilopogon dorsomacula (Fowler, 1944)
- Cheilopogon exsiliens (Linnaeus, 1771)
- Cheilopogon furcatus (Mitchill, 1815)
- Cheilopogon heterurus (Rafinesque, 1810)
- Cheilopogon hubbsi (Parin, 1961)
- Cheilopogon intermedius Parin, 1961
- Cheilopogon katoptron (Bleeker, 1865)
- Cheilopogon melanurus (Valenciennes, 1847)
- Cheilopogon milleri (Gibbs & Staiger, 1970)
- Cheilopogon nigricans (Bennett, 1840)
- Cheilopogon olgae Parin, 2009
- Cheilopogon papilio (Clark, 1936)
- Cheilopogon pinnatibarbatus
  - sous-espèce Cheilopogon pinnatibarbatus californicus (Cooper, 1863)
  - sous-espèce Cheilopogon pinnatibarbatus japonicus (Franz, 1910)
  - sous-espèce Cheilopogon pinnatibarbatus melanocercus (Ogilby, 1885)
  - sous-espèce Cheilopogon pinnatibarbatus pinnatibarbatus (Bennett, 1831)
- Cheilopogon pitcairnensis (Nichols & Breder, 1935)
- Cheilopogon rapanouiensis Parin, 1961
- Cheilopogon spilonotopterus (Bleeker, 1865)
- Cheilopogon spilopterus (Valenciennes, 1847)
- Cheilopogon suttoni (Whitley & Colefax, 1938)
- Cheilopogon unicolor (Valenciennes, 1847)
- Cheilopogon ventralis (Nichols & Breder, 1935)
- Cheilopogon xenopterus (Gilbert, 1890)

Selon World Register of Marine Species (26 octobre 2017) :
- Cheilopogon abei Parin, 1996
- Cheilopogon agoo (Temminck & Schlegel, 1846)
- Cheilopogon altipennis (Valenciennes, 1847)
- Cheilopogon antoncichi (Woods & Schultz, 1953)
- Cheilopogon arcticeps (Günther, 1866)
- Cheilopogon atrisignis (Jenkins, 1903)
- Cheilopogon cyanopterus (Valenciennes, 1847)
- Cheilopogon doederleinii (Steindachner, 1887)
- Cheilopogon dorsomacula (Fowler, 1944)
- Cheilopogon exsiliens (Linnaeus, 1771)
- Cheilopogon furcatus (Mitchill, 1815)
- Cheilopogon heterurus (Rafinesque, 1810)
- Cheilopogon hubbsi (Parin, 1961)
- Cheilopogon intermedius Parin, 1961
- Cheilopogon katoptron (Bleeker, 1865)
- Cheilopogon melanurus (Valenciennes, 1847)
- Cheilopogon milleri (Gibbs & Staiger, 1970)
- Cheilopogon nigricans (Bennett, 1840)
- Cheilopogon olgae Parin, 2009
- Cheilopogon papilio (Clark, 1936)
- Cheilopogon pitcairnensis (Nichols & Breder, 1935)
- Cheilopogon rapanouiensis Parin, 1961
- Cheilopogon simus (Valenciennes, 1847)
- Cheilopogon spilonotopterus (Bleeker, 1865)
- Cheilopogon spilopterus (Valenciennes, 1847)
- Cheilopogon suttoni (Whitley & Colefax, 1938)
- Cheilopogon unicolor (Valenciennes, 1847)
- Cheilopogon ventralis (Nichols & Breder, 1935)
- Cheilopogon xenopterus (Gilbert, 1890)